# Battaglia di Anfipoli
La battaglia di Anfipoli fu uno scontro della guerra del Peloponneso combattuto tra Atene e Sparta tra il 424 a.C. e il 422 a.C..

## Contesto storico
In seguito alla sconfitta spartana nella battaglia di Sfacteria del 425 a.C., in cui un contingente spartano di 420 opliti (circa un decimo dell'esercito spartano) era stato vinto dalla strategia di Cleone, Demostene e del comandante messeno Commone provocando 128 vittime spartane e rendendo prigionieri di guerra ad Atene i restanti 292, Sparta si trovava in una situazione assai difficile. Dopo aver dominato i primi anni del conflitto, l'arrivo di nuovi generali nemici l'avevano mostrata agli occhi delle altre poleis greche più debole e ciò si era mostrato nel tentativo di colpo di stato ad opera del partito dei democratici nella città di Megara per farle cambiare schieramento e, quindi, unirsi alla lega delio-attica. Brasida, però, uno dei migliori generali spartani, decise di dirigersi in Tracia, l'unico territorio alleato ateniese attaccabile per terra. L'obiettivo principale era Anfipoli, una polis ricca di legname e di miniere d'oro e d'argento, nonché punto strategico per il dominio della rotta verso l'Ellesponto. Essa dunque era un membro importante dell'alleanza ateniese poiché offriva il legname necessario per la flotta, vero pilastro della potenza militare ateniese. 

### Conquista di Anfipoli
Dopo avere incitato Acanto e Stagira alla ribellione, Brasida giunse con un contingente militare composto da 1000 opliti mercenari e 700 iloti al ponte sul fiume che si trovava di fianco alla città e organizzò un lungo assedio, durante il quale fece innalzare un'enorme muraglia di legno attraverso cui riuscì a superare le fortificazioni cittadine. Egli nutriva speranze di conquista anche grazie al sostegno del re macedone Perdicca I e di quello tracio Seute I, oltre al possibile aiuto dei coloni di Argilo, nemici segreti di Atene, che risiedevano numerosi in città. Eucle, il comandante ateniese ad Anfipoli, inviò messaggeri a Tucidide, che doveva trovarsi con la flotta ad Eione, una città vicina, ma questi si trovava quel giorno a Samo e, perciò, ricevette la notizia quando la città era ormai perduta. Ai cittadini fu proposto di rimanere in città conservando i propri beni o andarsene in libertà entro cinque giorni portandosi le proprie ricchezze. Tucidide riuscì a difendere Eione, ma fu preso in causa ad Atene da Cleone e fu esiliato per vent'anni. Nel mentre si stabilì una tregua di un anno, terminata in seguito al sostegno dato da Brasida alla città di Scione, in piena rivolta contro Atene. Al termine del breve periodo di pace, il re Perdicca, per combattere gli Illiri, abbandonò gli spartani i quali, privi di aiuti esterni e di rinforzi dalla patria, tornarono ad Anfipoli. 

### Preludio della battaglia
Atene, di risposta, inviò 30 navi e 1200 opliti capitanati da Cleone. Brasida, in attesa dell'inizio della battaglia, si pose all'esterno delle mura, sul monte Cerdilio, mentre gli Ateniesi, in attesa di rinforzi per lo scontro, salirono su un'altra altura. Probabilmente Cleone desiderava attendere l'arrivo degli alleati traci con macchine d'assedio per riprendere la città senza una battaglia in campo aperto. Intanto gli Spartani, per far cadere i nemici in una trappola, iniziarono a compiere i sacrifici che generalmente precedevano le battaglie e il loro comandante inviò le truppe del suo alleato Clearida alla porta più settentrionale della città; minacciando di attaccare Cleone da quel luogo, lo avrebbe costretto a muoversi a sud, mentre lui li avrebbe attaccati con le sue truppe scelte, aggirando l'altura e sfruttando quindi l'effetto sorpresa. Inoltre era stato ordinato a Clearida di avanzare con la forza principale della porta di Tracia per attaccare gli Ateniesi sul fianco. Nel mentre Cleone, vedendo le forze avversarie, decise che fosse più prudente e sicuro una ritirata ad Eione, infatti non aveva mai voluto una battaglia campale, decisiva per il controllo della zona.

## Svolgimento
Cleone decise di porsi nel punto più pericoloso dello schieramento e ordinò all'ala destra, da lui guidata, di fare una conversione verso sinistra. Questo movimento generò scompiglio nella ritirata e Brasida permise all'ala sinistra di avanzare, cogliendo l'occasione di attaccare il centro dello schieramento nemico. Gli Ateniesi si misero in fuga, ma Clearida li attaccò sul fianco. Cleone venne ucciso da un peltasta mircinio e molte sue truppe resistettero anche dopo la perdita del loro generale, però vennero comunque annientate all'arrivo della cavalleria e dei lanciatori di giavellotto nemici. Fra gli unici sette spartani caduti ci fu Brasida, che spirò dopo aver compreso di aver vinto la sua ultima battaglia. Gli Anfipolitani seppellirono Brasida all'interno delle loro mura, eressero un monumento in suo onore di fronte all'agorà, lo adottarono come fondatore della città e lo venerarono come un eroe.

## Conseguenze dello scontro
Morti Cleone e Brasida, i principali politici in favore della guerra di ciascuno dei due schieramenti, sia Atene che Sparta vollero cercare una pace. Per assicurarsi una buona posizione nelle trattative, gli Spartani minacciarono, attraverso dicerie, una nuova invasione dell'Attica e Atene accettò una pace sullo statu quo ante bellum. Secondo la pace guidata dall'ateniese Nicia, da cui il patto prese il nome, Sparta ridiede Anfipoli, Panatto, Scione e Torone (città della Tracia ribellatesi ad Atene con l'aiuto di Brasida) e Atene sfruttò l'occasione per imporre ad altre città calcidiche un tributo e la neutralità. Intanto gli Ateniesi lasciarono Pilo, Citera e Metana, Atalante e Pteleo e ridiedero i prigionieri di Sfacteria. Inoltre le due città si legarono con una pace difensiva di 50 anni con modifiche a mutuo consenso, per evitare nuovi casus belli.